# Ayakashi: Japanese Classic Horror
Ayakashi (怪 〜Ayakashi〜?), conocida en occidente como "Ayakashi: Japanese Classic Horror", es una serie de anime de terror y fantasía que consta de once episodios producidos por Toei Animation. Los cuales dividen la serie en tres historias ambientadas en el antiguo Japón.
La primera es una versión animada de la obra clásica Yotsuya Kaidan. La segunda, una adaptación del clásico Tenshu Monogatari (Dioses de la Torre Oscura) basada en las ideas de Kyōka Izumi. Finalmente la tercera es Bake neko, una historia original creada por Kenji Nakamura y Michiko Yokote.

## Historias

### Yotsuya Kaidan
- Episodios: 1-4

Esta historia se basa en la célebre obra homónima, escrita en el siglo XVIII por el autor de teatro kabuki Tsuruya Nanboku. En el anime, Tsuruya es el narrador que relata la historia a medida que avanza en su creación.
Tamiya Iemon es un rōnin que aspira a casarse con la bella Oiwa, hija de un samurái que ha perdido su fortuna. Sin embargo no cuenta con la aprobación del padre de la joven, quien se ha enterado de los actos deshonestos de Iemon; por ello una noche embosca y asesina al anciano, eliminando así el obstáculo a sus deseos.
Tras casarse ambos viven una vida pobre, donde Iemon debe trabajar fabricando sombrillas de papel a la vez que cuida a su enfermiza esposa y su hijo recién nacido. Sin embargo, un hombre de fortuna y posición le ofrece la mano de su nieta consentida, quien se ha encaprichado con él, por lo que Iemon envenena a Oiwa con una sustancia que deforma su cara y hace caer parte de su cabello. Excusándose en ello, Iemon repudia a Oiwa y la abandona para casarse con su nueva prometida.
Oiwa, enterada de todo y enloquecida de resentimiento, muere en un trágico accidente donde cae sobre una katana. Iemon crucifica su cadáver a una puerta junto al de un sirviente que lo traicionara y arroja a ambos al río sosteniendo ante todos que desaparecieron ya que huyeron juntos.
Inmediatamente en su noche nupcial, Iemon comienza a ser acosado por el deforme espíritu de su primera esposa, quien lo persigue enloqueciéndolo y forzándolo a matar a quienes se muestren cercanos a él.
Seiyū
- Tamiya Iemon. Hiroaki Hirata
- Tamiya Oiwa. Mami Koyama
- Yotsuya Osode. Yūko Nagashima
- Gonbei Naosuke. Keiichi Sonobe
- Itou Oume. Ryou Hirohashi
- Satou Yomoshichi. Wataru Takagi

### Tenshu Monogatari
- Episodios: 5-8

Traducida al inglés como Goddess of the Dark Tower (La Diosa de la Torre Oscura), se basa en la obra Tenshu Monogatari de Kyoka Izumi. Narra la historia del amor prohibido entre un humano y la princesa de los Dioses Olvidados (Wasuregami).
En el Japón feudal, Himekawa Zushonosuke es un samurái y el halconero de su señor, encargado de entrenar a Kojiro, un valioso halcón blanco. En medio de su entrenamiento Kojiro escapa, por lo que Zushonosuke lo sigue por el campo, llegando a un viejo castillo donde conoce a una bella mujer quien resulta ser la Princesa Tomi (Tomihime), señora del castillo y una diosa olvidada, criaturas que necesitan comer carne humana para existir.
Casi inmediatamente Zushonosuke y Tomihime comienzan un romance tan intenso que ambos abandonan sus creencias (en el caso de Zushonosuke también a su mujer y Tomihime el consumo de carne humana.) para vivir como pareja. Sin embargo, tanto los Dioses Olvidados como los samuráis no pueden dejar pasar tal acto, por lo que un derramamiento de sangre entre ambos bandos es inminente.
Seiyū
- Himekawa Zoshonosuke. Hikaru Midorikawa
- Tomihime. Houko Kuwashima
- Oshizu. Saeko Chiba
- Wominaheshi. Yui Kano
- Kaikaimaru. Kappei Yamaguchi
- Kikimaru. Masaya Onosaka

### Bake Neko
- Episodios: 9-11

En el período Edo, en una ciudad sin identificar, se celebra la boda de la nieta de una familia noble, esta boda los sacaría de la decadencia económica en que han vivido el último tiempo. En el mismo momento un farmacéutico ambulante entra a la residencia a ofrecer sus productos.
En el momento en que la novia intenta salir por el umbral de la puerta, cae muerta. El farmacéutico los insta a refugiarse dentro, donde ha preparado protecciones mágicas contra lo que asegura es un ser maligno que busca asesinarlos. 
A pesar de la desconfianza y la reticencia a su presencia acaban escuchándolo al comprobar que una gigantesca entidad felina intenta romper los conjuros y entrar en la mansión. El farmacéutico revela la posesión de una espada demoníaca viviente con el poder para matarlo, pero esta solo permite ser desenvainada cuando se conoce la identidad de la criatura, el motivo de sus actos y la verdad que esconde tras ellos.
El farmacéutico identifica a la criatura como Bakeneko (literalmente monstruo-gato), un espíritu felino que por lo general es en lo que se trasforma un gato doméstico al vivir más de diez años, este en particular es más feroz y demoníaco de lo normal porque su deseo de venganza lo ha corrompido casi al nivel de un demonio. La espada aprueba la respuesta, sin embargo Bakeneko se acerca más cada momento, pero los habitantes de la mansión parecen preferir morir antes de revelar el secreto tras sus actos pasados en los que originaron al monstruoso ser.
Seiyū
- Farmacéutico. Takahiro Sakurai
- Kayo. Yukana
- Odajima. Tetsu Inada

## Producción

### Diseño de personajes
Los diseños de personajes corresponden a:
- Yoshitaka Amano ("Yotsuya Kaidan")
- Yasuhiro Nakura ("Tenshu Monogatari")
- Takeshi Hashimoto ("Bakeneko")

### Música
Opening:
- "HEAT ISLAND", interpretada por Rhymester.

Ending:
- "Haru no Katami", interpretada por Hajime Chitose.

## Broadcast
Ayakashi fue emitida por Fuji TV desde el 13 de enero de 2006 al 24 de marzo del mismo año. La serie también fue transmitida por Animax.
Un spin-off basado en la serie, específicamente en el personaje del farmacéutico fue lanzado el año 2007 bajo en nombre de Mononoke.